# Apamea de Pàrtia
Apamea de Pàrtia o també Apamea Rhagiana (en grec antic Απάμεια) era una ciutat fundada pels grecs després de les conquestes macedònies de Pàrtia, prop de la ciutat de Rhagae (Rayy).
Segons Estrabó, estava situada a uns 500 estadis de les Caspiae Pylae, encara que no es coneix amb precisió on havia estat situada. També en parla Ammià Marcel·lí. Només apareix durant l'època selèucida.